# 毒液樂團

毒液樂團標誌

毒液（英語：Venom）是英國的重金屬樂團，1978年成立於泰恩河畔新堡。他們在英國重金屬新浪潮的尾聲中嶄露頭角，第一張專輯《地獄歡迎你》（1981年）和第二張專輯《黑金屬》（1982年）對極端金屬（包括黑金屬、鞭擊金屬、死亡金屬等風格）的誕生有絕對性影響，《黑金屬》的專輯名稱後來成為黑金屬的命名來源。

## 歷史

### 早期（1978 - 1981年）
毒液樂團的原始成員分別來自斷頭台（Guillotine）、奧伯倫（Oberon）以及矮星（Dwarf Star）三個樂團。斷頭台最早的陣容為兩位吉他手傑佛瑞·鄧恩和戴夫·拉瑟福德（Dave Rutherford）、貝斯手迪安·休伊特（Dean Heward）、主唱戴夫·布萊克曼（Dave Blackman）和鼓手克里斯·梅卡特（Chris Mercater）。當樂團成立時，克里斯·梅卡特取代了原鼓手保羅·伯克（Paul Burke）。隨後不久，戴夫·布萊克曼和克里斯·梅卡特被奧伯倫的主唱克萊夫·阿奇爾和鼓手安東尼·布雷取代，貝斯手迪安·休伊特也被艾倫·溫斯頓（Alan Winston）取代。此陣容形成之後，團名也改成了現今所知的毒液。1979年底，原是矮星成員的康拉德·朗特取代了吉他手戴夫·拉瑟福德，之後因為艾倫·溫斯頓離開，他轉為擔任貝斯手。樂團成員這時候開始使用藝名，克萊夫·阿奇爾是「耶穌基督」、康拉德·朗特是「克洛諾斯大人」、安東尼·布雷是「地獄守衛」、傑佛瑞·鄧恩是「大獨裁者」。
早期毒液樂團的樂風主要受黑色安息日、猶大祭司、摩托頭和接吻樂團的影響。其他創作也受到深紫、性手槍、何許人、地下鐵樂團、范海倫、滾石樂隊和貓王的影響。自從毒液樂團發展以來，他們便頻繁使用撒旦的歌詞和意象。然而樂團成員私底下卻沒有真的搞邪惡儀式或撒旦崇拜，他們這麼做只是為了衝擊閱聽者的觀感。1980年4月，樂團錄製了一張包含四首歌的唱片，不久之後，又有六首歌以50英鎊的成本錄製完成，康拉德·朗特在〈好似天使〉一曲中擔任主唱。克萊夫·阿奇爾很快便離開樂團，毒液的陣容縮減為三人。

### 經典陣容（1981 - 1986年）
1981年，毒液樂團的出道單曲〈與撒旦聯盟／好似天使〉由俐落唱片發行。隨後，在年底又發行了第一張錄音室專輯 《地獄歡迎你》。他們只花了三天便錄完整張專輯，儘管錄音品質和彈奏手法不佳，但這張專輯在現今有著卓越的名聲，對日後的極端金屬有絕對性的影響力。毒液的音樂比大多數同時代的重金屬音樂更快、更重、更粗殘邪惡，在歌詞上也更廣泛的提及撒旦主義和人類的黑暗面，封面設計也是它非常著名的地方：一個大大的倒五角星中嵌著巴風特的山羊頭，可謂驚世駭俗。雖然撒旦主義和其他黑暗主題已經在重金屬音樂中出現過，但這個禁忌話題很少被突顯放大，在他們之前只有黑色安息日曾經提到過撒旦。對此，康拉德·朗特表示奧茲·奧斯本對邪惡意象的表現手法啟發了他，特別是〈黑色安息日〉中唱到的「噢！不！不！拜託！老天啊！救我！」。
他們的第二張錄音室專輯《黑金屬》在1982年11月1日發行，這張作品已經受到音樂界認可是黑金屬、鞭擊金屬、死亡金屬和其他相關風格發展最主要的影響因素，這些衍生風格通常歸入極端金屬這個寬泛定義的雨傘術語之下。現今所認為這些極端曲風的許多基本元素，都在康拉德·朗特創作的歌曲、獨特唱腔，以及傑佛瑞·鄧恩彈奏吉他的方式中首次出現。儘管毒液樂團的前兩張專輯在最初發行時都銷量平凡，但他們激發了一種更黑暗、更快速、最為邪惡極端的重金屬音樂風格誕生，後世評價他們的作品對音樂發展十分重要。雖然同樣是在英國重金屬新浪潮中具有領頭效應的樂團，鐵娘子已經備受好評、風格改為硬式搖滾的威豹也打進主流市場取得銷售佳績，但是當時的毒液樂團仍被音樂圈揶揄為「三重奏小丑」。
為了證明自己的音樂實力和嚴肅的創作態度，毒液樂團在1984年發行了第三張錄音室專輯《與撒單並肩作戰》，講述地獄戰勝天堂的反基督故事。專輯的A面是長達20分鐘的同名歌曲，有著前衛搖滾的特徵，B面的六首歌曲則專注在爆發力。當年也發行了現場錄影帶《地獄的第七日》。1985年，毒液樂團發行第四張錄音室專輯《著魔》，雖然有些回歸毒液樂團最初的瘋狂特色，但這張作品並沒有以前的專輯成功。之後樂團接連發行單曲（如〈滅絕〉、〈彈頭〉、〈極惡邪神〉）和現場專輯（如《美國突擊》、《法國突擊》、《斯堪地那維亞突擊》、《德國突擊》）。毒液樂團和超級殺手及出埃及合作巡演，出現在影像作品《戰鬥之旅：終極復仇》之中。之後傑佛瑞·鄧恩離開了毒液樂團，展開個人的音樂活動。康拉德·朗特認為，《著魔》 是一張被大家低估的專輯：「我不認為有任何一首歌是可以被忽視的，我相信它們是很棒的作品」。現場專輯《第13號小夜曲》和第二張影像作品《1985年毒液現場》在1986年發行了。

### 陣容變化和康拉德·朗特離開（1987 - 1995年）
毒液樂團雇用了麥克·希區和吉姆·克萊爾兩位吉他手來接替傑佛瑞·鄧恩留下的空缺。1987年11月7日發行的第五張錄音室專輯《暴風雨前的寧靜》，從邪惡的撒旦主題轉移到劍與魔法的奇幻世界中，與毒液樂團的其他專輯相比，該專輯的音色更清晰、更多合成音，特別是鼓聲，幾乎像鼓機一樣，吉他的聲音也更明亮，很容易從低音區中辨識出。但這張作品仍無法挽回《著魔》所流失的聲勢，樂迷漸行漸遠，且康拉德·朗特、吉姆·克萊爾與麥克·希區三人離開毒液樂團，另組了克洛諾斯。
在英國重金屬新浪潮已經消亡多年、音樂方向的改變和創始成員悉數退出之後，毒液樂團只剩下安東尼·布雷一個人，他說服音樂國唱片替毒液發行名為《死線（Deadline）》的專輯，收錄早前已錄製且未曾正式發表過的歌曲。1988年，安東尼·布雷找來原核動力的成員托尼·多倫擔任主唱兼貝斯手，兩人開始寫新元素的歌曲，創始成員傑佛瑞·鄧恩也帶著阿爾·巴恩斯回到樂團裡。他們後來一起錄製發行了兩張錄音室專輯《萬惡之首》（1989年）、《冰之殿堂》（1991年）和一張迷你專輯《撕裂你的靈魂》（1990年）。阿爾·巴恩斯隨後離開樂團，原核動力的成員史特夫·懷特被聘為他的替補。他們在1992年10月29日發行第八張錄音室專輯《荒原》，銷量不佳，依然無法挽回樂團的聲勢，很多樂迷甚至根本就不知道這些新專輯的存在。音樂國唱片拒絕再為毒液樂團發行任何新作品，托尼·多倫與傑佛瑞·鄧恩也因此離開。1993年，毒液樂團進入解散的狀態。

### 經典陣容再現（1995 - 1999年）
1995年，樂團的經典原始陣容 — 「克洛諾斯大人」康拉德·朗特 、「大獨裁者」傑佛瑞·鄧恩、「地獄守衛」安東尼·布雷重組了毒液，在1995年6月24日的Waldrock音樂節登台演出。三人共同製作並自行發行迷你專輯《毒液1996年》，收錄了四首重新錄製的舊歌以及一首新曲，並與SPV唱片達成一項唱片發行協議。之後發行一個現場光碟影像套裝《魔君再臨》，收錄毒液樂團的經典歌曲，如〈地獄歡迎你〉、〈血腥伯爵夫人〉、〈撒旦之名〉和〈黑金屬〉。1997年11月11日，發行第九張錄音室專輯《宿命》，分為新曲和80年代經典歌曲的重新錄製。

### 近期活動（1999年 - 至今）
安東尼·布雷於1999年離開毒液，由康拉德·朗特的弟弟安東尼·朗特取而代之。這個陣容於2000年4月25日透過SPV唱片發行第十張錄音室專輯《復活》。然而，2002年傑佛瑞·鄧恩再次離開樂團，由前成員麥克·希區回來遞補。2005年底，毒液發行一張涵蓋職業生涯的四光碟套裝盒組《MMV》，其中包括樂團在歐洲七次巡迴演唱會的獨家迷你海報和一本60頁的寫真書、採訪和照片。該套裝盒組包括他們所有最著名的歌曲，以及各種現場曲目、試聽帶歌曲和現場演出實況等稀有作品。2006年3月27日，發行第十一張錄音室專輯《金屬暗黑》。
麥克·希區的位置被斯圖爾·迪克森取代。2008年6月9日，發行第十二張錄音室專輯《魔窟煉獄》。2009年，安東尼·朗特離開樂團，專心於自己的音樂活動上，由「但丁」丹尼·內德姆接任鼓手。2011年11月28日，發行第十三張錄音室專輯《墮天使》。2015年1月27日，發行第十四張錄音室專輯《深淵》。2017年12月22日，透過尖刺莊園唱片發行三首歌的迷你專輯《地獄一百英里》。

### 毒液公司
2014年，前毒液樂團成員「大獨裁者」傑佛瑞·鄧恩和「毀滅者」托尼·多倫決定創立一個名為毒液公司（Venom Inc.）的新樂團。後來，另一名前毒液樂團成員「地獄守衛」安東尼·布雷加入了陣容。2017年2月3日，毒液公司與核爆唱片簽約，並於2017年8月11日發行他們的第一張專輯《Avé》，該專輯的〈你的血肉〉和〈撒旦大道〉發行為單曲。

## 音樂風格與影響力
毒液樂團是極端金屬的先驅之一，其邪惡恐怖的曲風大大影響了黑金屬、鞭擊金屬、死亡金屬以及後來出現的各種極端金屬樂團。但毒液樂團的風格該如何被規類至今仍是個難題，在許多出版品的分類上大多視其為黑金屬、鞭擊金屬或是速度金屬。
康拉德·朗特堅稱毒液樂團是黑金屬，關於後來在挪威蓬勃發展起來的黑金屬流派，他表示：
| “ | ...當我第一次看到挪威的黑金屬場景出現，是從90年代初開始的時候。我想，好吧，我知道他們說毒液是一種影響力之類的，我們來看看這些人是來自哪裡。然後當我開始閱讀歌詞、閱讀那些樂團的訪談內容，看到他們說了些很多同樣的話。但是關於他們的國家，他們有自己的宗教信仰，本來有自己的挪威神明，像奧丁和索爾。然後突然之間，基督徒入侵了，試圖摧毀挪威人的宗教信仰，他們（黑金屬樂團）也在歌詞中表達了愛國的信念。所以，他們不完全像毒液一樣，他們發明了自己的東西，我認為這真是他媽的棒。 | ” |

毒液樂團的第一張錄音室專輯《地獄歡迎你》帶給幾個後起之輩很多的啟發及影響，毒液的音樂幫助塑造了許多鞭擊金屬樂團的發展，特別是「鞭擊金屬四巨頭」（他們又將是極具影響力的樂團）：金屬製品、麥加帝斯、炭疽和超級殺手（80年代初期，金屬製品成軍之初曾為毒液樂團的演唱會暖場）。1985年，毒液樂團也曾與後輩超級殺手、出埃及合作戰鬥之旅巡迴演出。毒液樂團對於黑金屬場景甚至是早期的死亡金屬場景都非常重要，許多樂團都模仿毒液的風格、主題和圖像，例如瑞士樂團地獄之鎚，幫助他們成為黑金屬流派的先驅之一。音樂評論家布拉德利·托雷亞諾表示：
| “ | 雖然毒液樂團的歌詞中大多提及撒旦及惡魔，但他們是故意嚇人的，其實這是一種幽默的手法！可惜很多樂迷還有音樂家們沒那個天份，看不出他們幽默反諷的一面。毒液樂團也引起了許多金屬頭和龐克族的注意，開始效仿他們。 | ” |

MTV也表示，雖然毒液樂團沒能入選「MTV十大重金屬樂團」名單，但他們確實造成很龐大的影響。

## 批評
儘管許多樂迷和音樂人認為毒液是一支重要的樂團，但他們的音樂卻一直是辯論和批評的焦點之一。美國線上音樂資料庫AllMusic的音樂評論評家愛德華·雷瓦達維寫道：「就算《地獄歡迎你》確實影響了『數千個』樂團，但我還是要嚴厲的批評毒液」。然而，另一位音樂評論家詹姆斯·克里斯多福·蒙格則認為：「毒液成員隨著樂團的發展漸漸成熟，有了音樂家的樣子」。民族誌學者凱思·卡恩-哈里斯批評說，毒液的音樂造詣有限，特別是在他們職業生涯的早期階段，毒液的影響力只是運氣好罷了，他們的技術跟同期樂團相比根本是等級不足，無法像前輩或同齡人更精通金屬樂的技術，反而只選擇加快速度，創造的音樂只是受到早期金屬的啟發，無心插柳之下開闢了新道路。

## 成員列表
請參見主條目：毒液樂團成員列表
| - 「克洛諾斯大人」康拉德·朗特 – 貝斯（1978 - 1987年，1995 - 2002年，2005年 - 至今）、節奏吉他（1979年）、主唱（1980 - 1987年，1995 - 2002年，2005年 - 至今） - 「萬人迷」斯圖爾·迪克森 – 吉他（2007年 - 至今） - 「但丁」丹尼·內德姆 – 鼓（2009年 - 至今） | - 「大獨裁者」傑佛瑞·鄧恩 – 吉他（1978 - 1985年，1989 - 1992年，1995 - 2002年） - 「地獄守衛」安東尼·布雷 – 鼓（1978 - 1992年，1995 - 1999年） - 「耶穌基督」克萊夫·阿奇爾 – 主唱（1979 - 1980年） - 麥克·希區 – 吉他（1987年，2005 - 2007年） - 吉姆·克萊爾 – 吉他（1987年） - 「毀滅者」托尼·多倫 – 主唱、貝斯（1989 - 1992年） - 阿爾·巴恩斯 – 吉他（1989 - 1991年） - 「V.X.S」特雷弗·斯威爾 – 鍵盤（1991 - 1992年） - 「好戰狂徒」史特夫·懷特 – 吉他（1992年） - 安東尼·朗特 – 鼓（1999 - 2002年，2005 - 2009年） |

## 作品
| - 地獄歡迎你（1981年） - 黑金屬（1982年） - 與撒單並肩作戰（1984年） - 著魔（1985年） - 暴風雨前的寧靜（1987年） - 萬惡之首（1989年） - 冰之殿堂（1991年） - 荒原（1992年） - 宿命（1997年） - 復活（2000年） - 金屬暗黑（2006年） - 魔窟煉獄（2008年） - 墮天使（2011年） - 深淵（2015年） - 美國突擊（ 1985年） - 法國突擊（ 1985年） - 斯堪地那維亞突擊（ 1985年） - 德國突擊（ 1985年） - 漢默史密斯煉地獄（ 1985年） - 撕裂你的靈魂（1990年） - 毒液1996年（ 1996年） - 黑上加黑（ 2016年） - 地獄一百英里（ 2017年） - 官方私售（1985年） - 第13號小夜曲（1986年） - 魔君再臨（1997年） - 痛擊（2002年） - 巫日（2003年） - 與撒旦同盟（1981年） - 嗜血（1982年） - 滅絕（1983年） - 彈頭（1984年） - 極惡邪神（1984年） - 夢魘（1985年） - 敵基督（2006年） - 愚民（2011年） | - 未知的地獄（1985年） - 80年代單曲輯（1986年） - 尖刻的女王（1991年） - 悼念（1991年） - 末日審判之書（1992年） - 效忠魔獸（1993年） - 讓我陷入地獄（1993年） - 難言之隱（1993年） - 新娘的幸運物（1993年） - 闇黑王朝（1996年） - 未知的天堂（1997年） - 好死不如歹活（1998年） - 生人活埋（1999年） - 邪魔精選（2000年） - 死亡法庭（2000年） - 毒液檔案（2001年） - 邪魔精選（2001年） - 最黑暗的時刻（2002年） - 賭上你的靈魂！（2002年） - 與撒旦同盟（2003年） - 巫日精選（2003年） - 地獄七門單曲輯（2003年） - 毒液在此（1985年） - 三倍毒液（2001年） - MMV（2005年） - 突擊！（2017年） |

## 外部連結
- 官方网站
- Interview with Cronos and Abaddon, 1996 （页面存档备份，存于）
- Interview with Abaddon, 1995 （页面存档备份，存于）